# Вуарт
Вуа́рт (фр. Vouharte) — коммуна во Франции, находится в регионе Пуату — Шаранта. Департамент — Шаранта. Входит в состав кантона Сент-Аман-де-Буакс. Округ коммуны — Ангулем.
Код INSEE коммуны — 16419.

## География
Коммуна расположена приблизительно в 380 км к юго-западу от Парижа, в 90 км южнее Пуатье, в 20 км к северу от Ангулема.
85 % территории коммуны занимают сельскохозяйственные угодья, 10 % — леса.

## Население
Население коммуны на 2008 год составляло 328 человек.
| 1962 | 1968 | 1975 | 1982 | 1990 | 1999 | 2008 |
| ---- | ---- | ---- | ---- | ---- | ---- | ---- |
| 259  | 280  | 313  | 340  | 339  | 330  | 328  |

## Администрация
| Период | Период | Фамилия    | Партия | Примечания           |
| ------ | ------ | ---------- | ------ | -------------------- |
| 1953   | 2001   | Пьер Бассе |        | фермер               |
| 2001   | 2008   | Клод Фели  |        |                      |
| 2008   | 2014   | Жан Ренье  |        | менеджер по продажам |

## Экономика
В 2007 году среди 200 человек в трудоспособном возрасте (15—64 лет) 131 были экономически активными, 69 — неактивными (показатель активности — 65,5 %, в 1999 году было 67,7 %). Из 131 активных работали 118 человек (65 мужчин и 53 женщины), безработных было 13 (5 мужчин и 8 женщин). Среди 69 неактивных 24 человека были учениками или студентами, 27 — пенсионерами, 18 были неактивными по другим причинам.

## Достопримечательности
- Приходская церковь Нотр-Дам (XI—XII века). Исторический памятник с 2003 года[3]
- Руины монастыря

## Фотогалерея

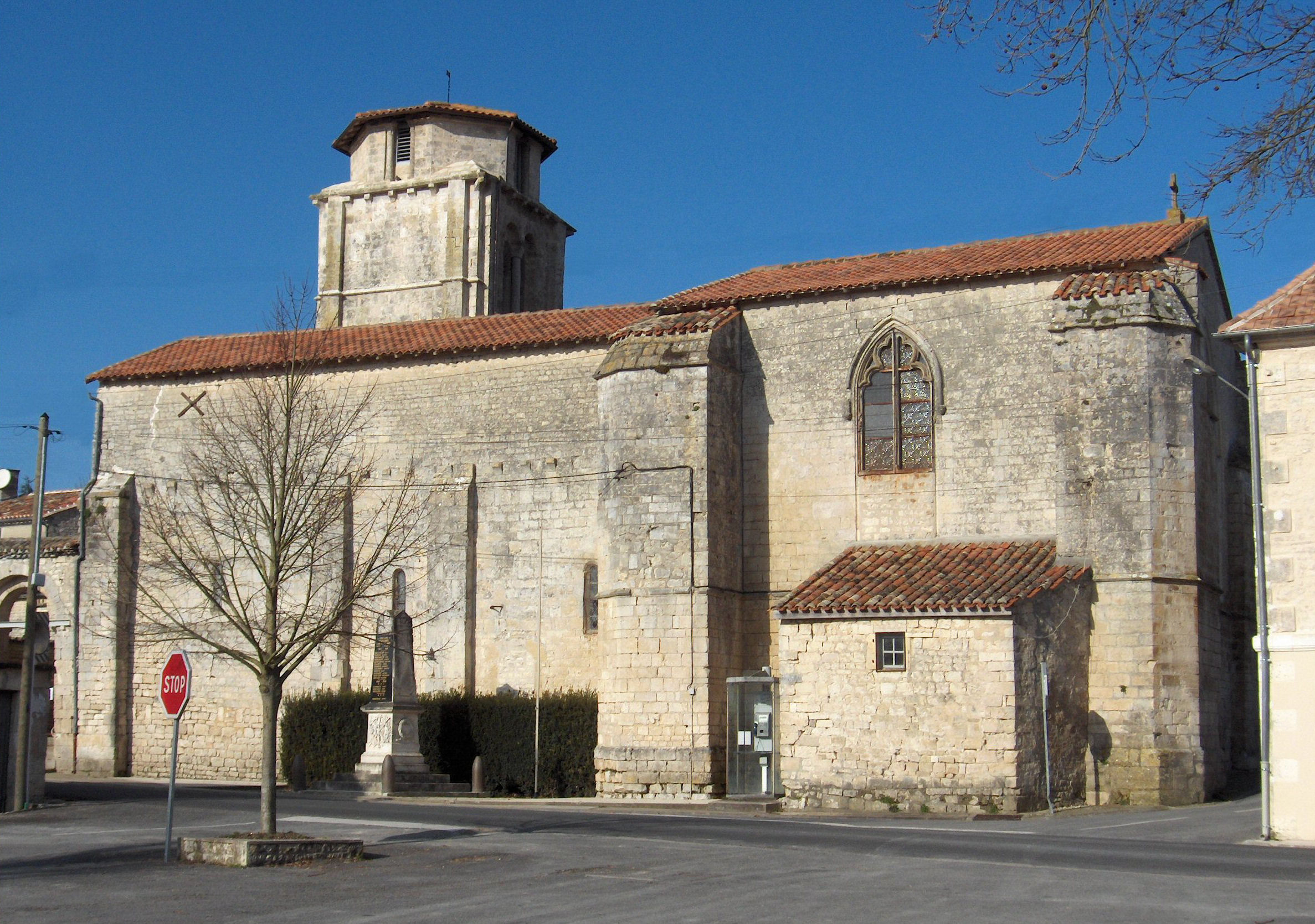
Церковь Нотр-Дам
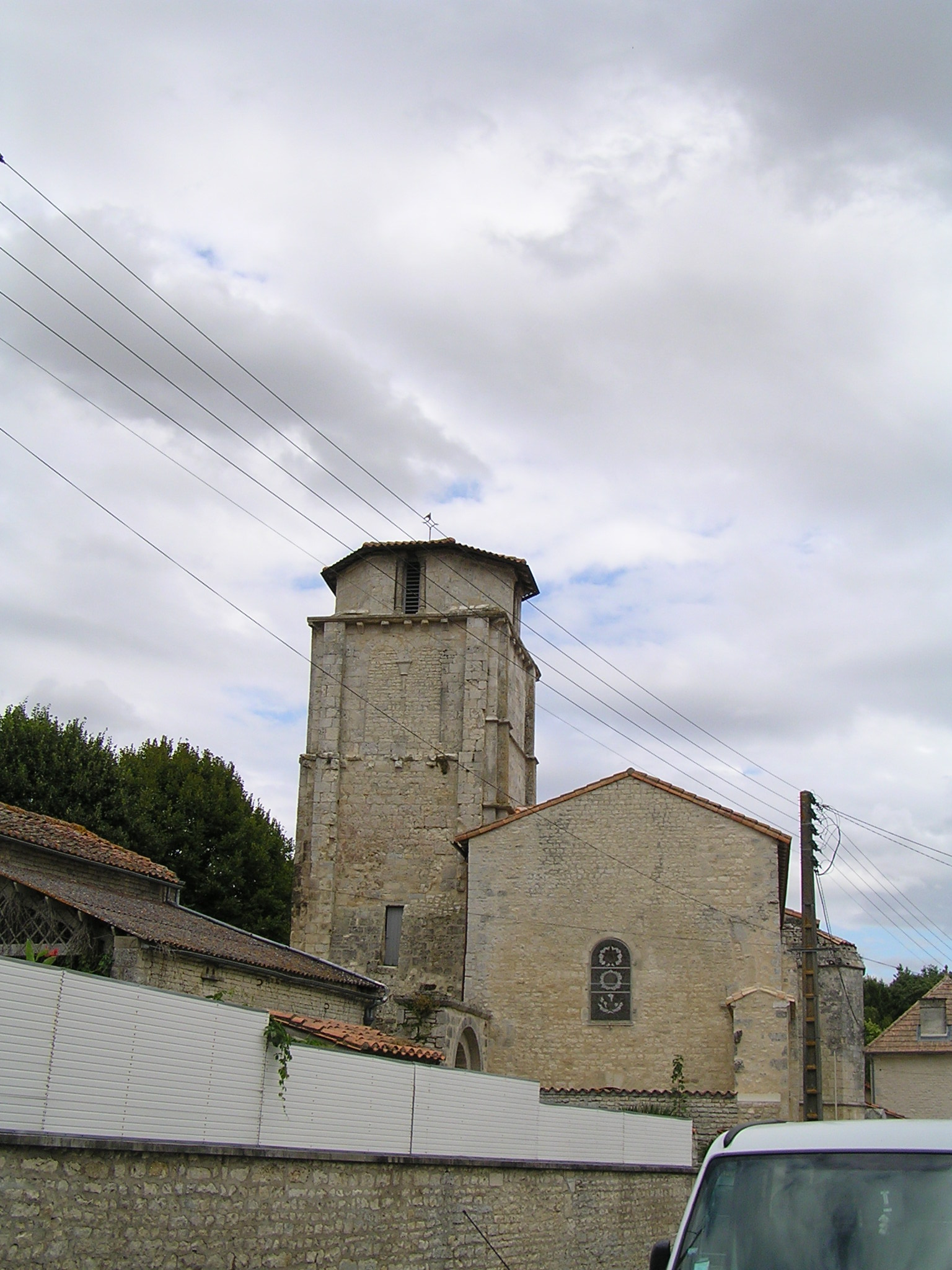
Церковь Нотр-Дам
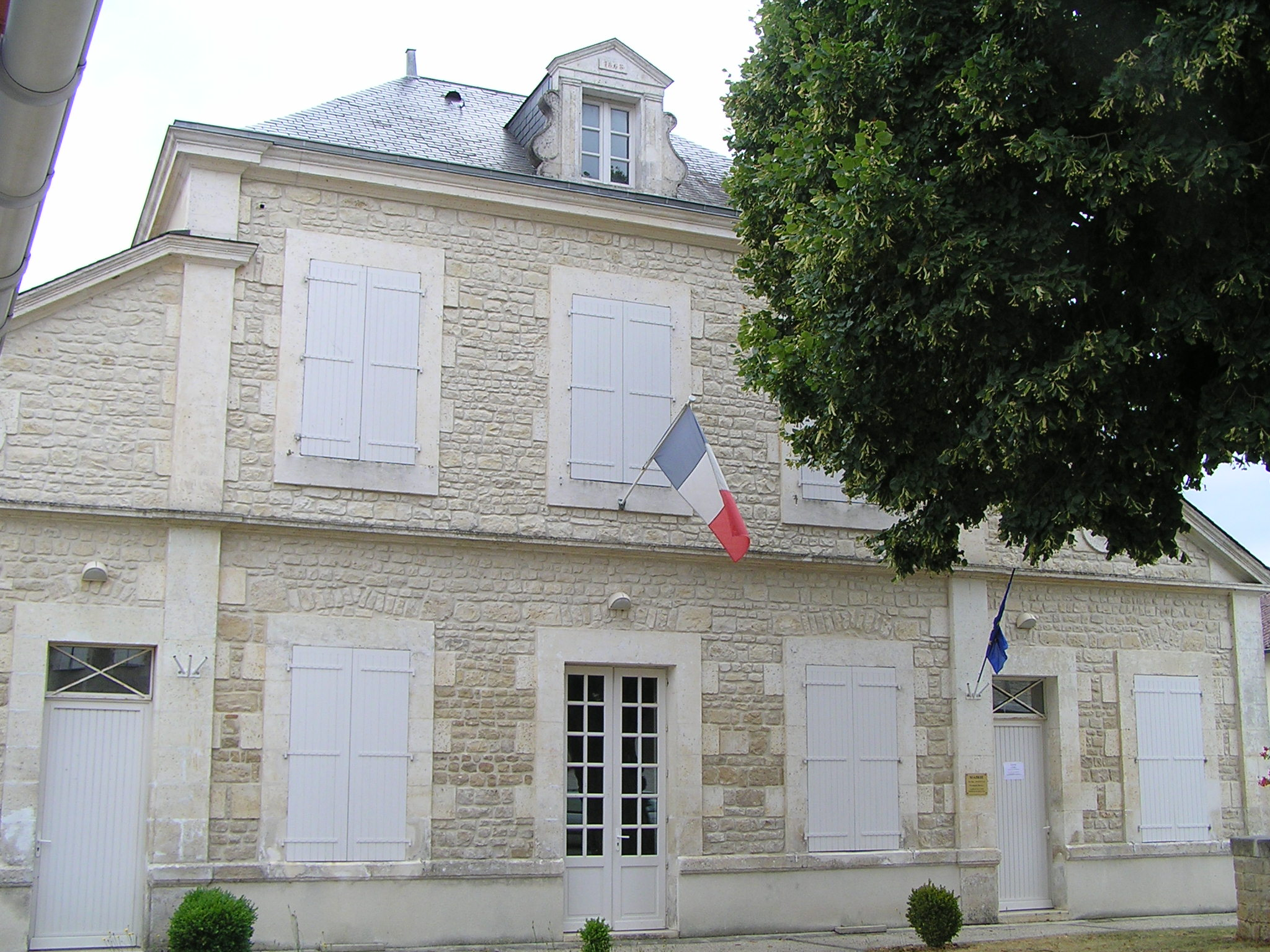
Мэрия
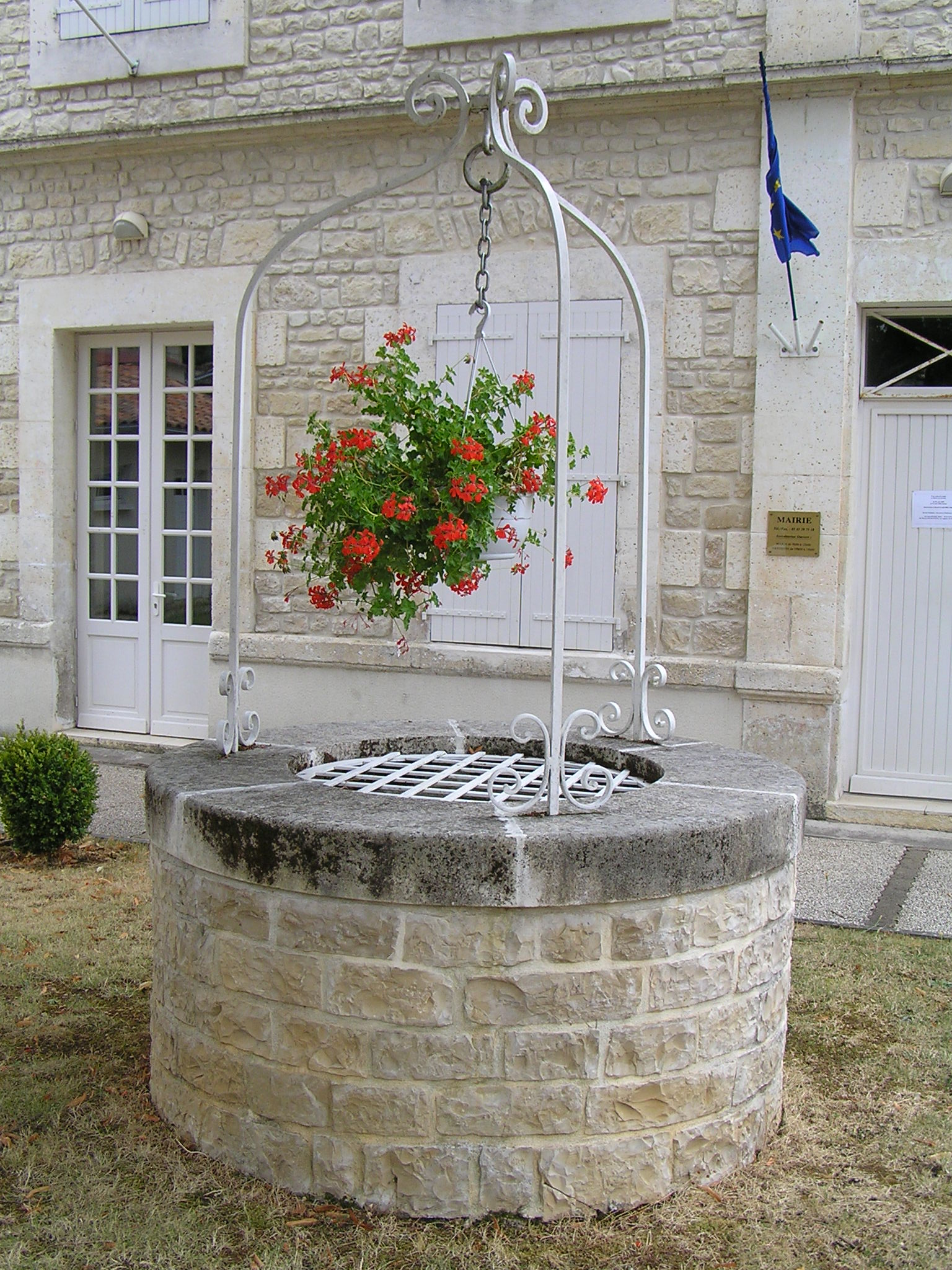
Колодец